# Maryna Arzamasova
Maryna Aliaksandrauna Arzamasova (née: Katowich) (Minsk, 17 de dezembro de 1987) é uma meio-fundista bielorrussa, campeã mundial dos 800 metros.
Campeã mundial em Pequim 2015 e medalha de bronze no Campeonato Mundial de Pista Coberta de 2014, em Sopot, ela também foi campeã europeia dos 800 m em  Zurique 2014, repetindo o feito da mãe, Ravilya Agletdinova, também campeã europeia de atletismo, nos 1500 metros em 1986, então competindo pela União Soviética. Em agosto de 2019, Arzamasova foi provisoriamente suspensa por testar positivo para um tipo de esteroide banido pela World Athletics, LGD-4033. Com a confirmação do doping em dezembro do ano seguinte, ela foi suspensa das competições por quatro anos, até 2023.